# Alastor concitatus
Alastor concitatus är en stekelart som beskrevs av Giordani Soika 1934. Alastor concitatus ingår i släktet Alastor och familjen Eumenidae. Inga underarter finns listade i Catalogue of Life.